# Ernst Bezemek

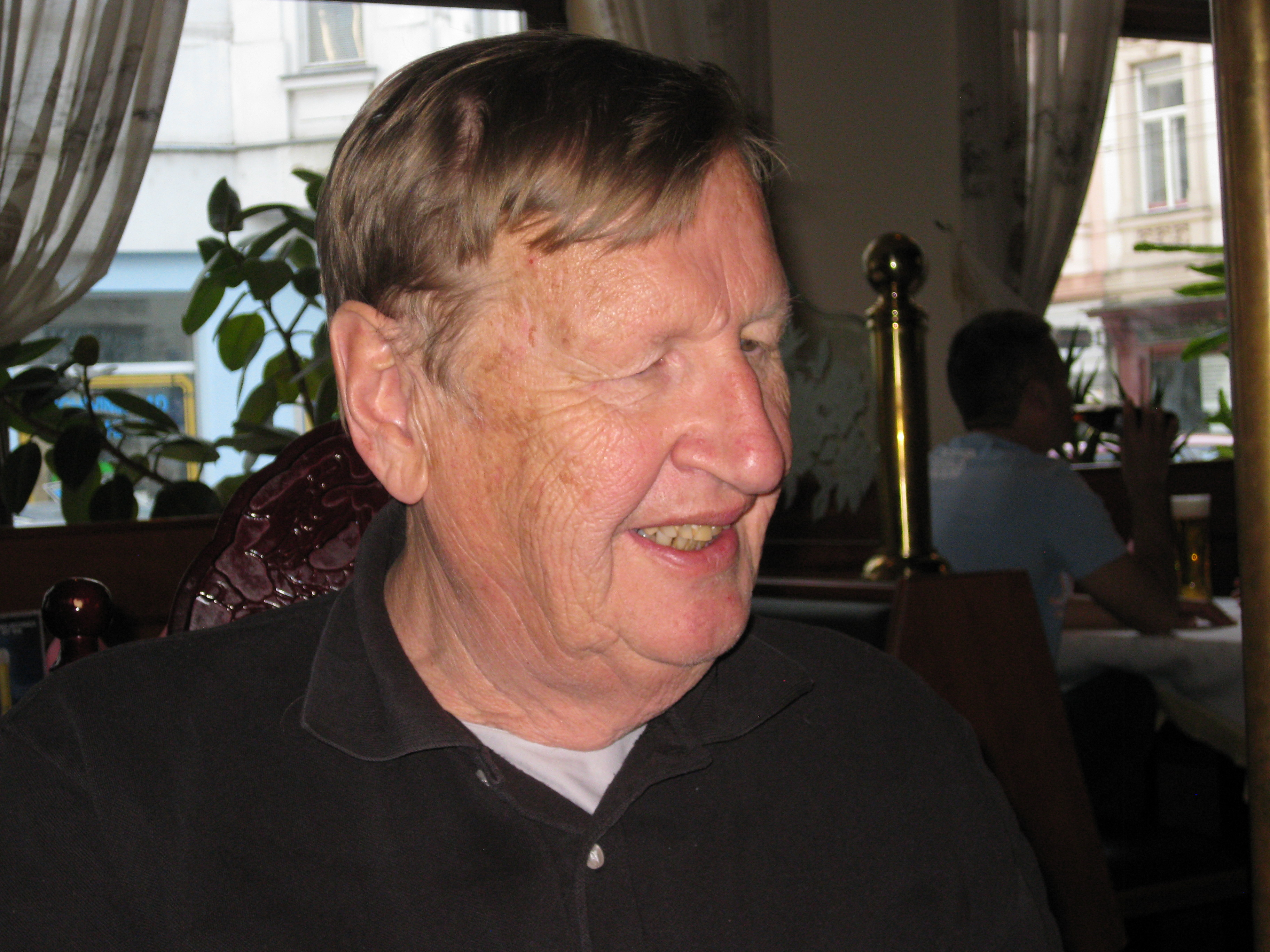
Ernst Bezemek (2019)

Ernst Bezemek (* 14. Mai 1949 in Hollabrunn, † 18. Mai 2025 in Wien) war ein österreichischer Historiker.
Von 1980 bis 2005 war er als Bediensteter der Niederösterreichischen Landesregierung als wissenschaftlicher Mitarbeiter zunächst am NÖ-Institut für Landeskunde und ab 1984 am NÖ-Landesarchiv tätig. Seit 1997 war er zudem Vizepräsident des Vereins für Landeskunde von Niederösterreich.

## Leben und Wirken

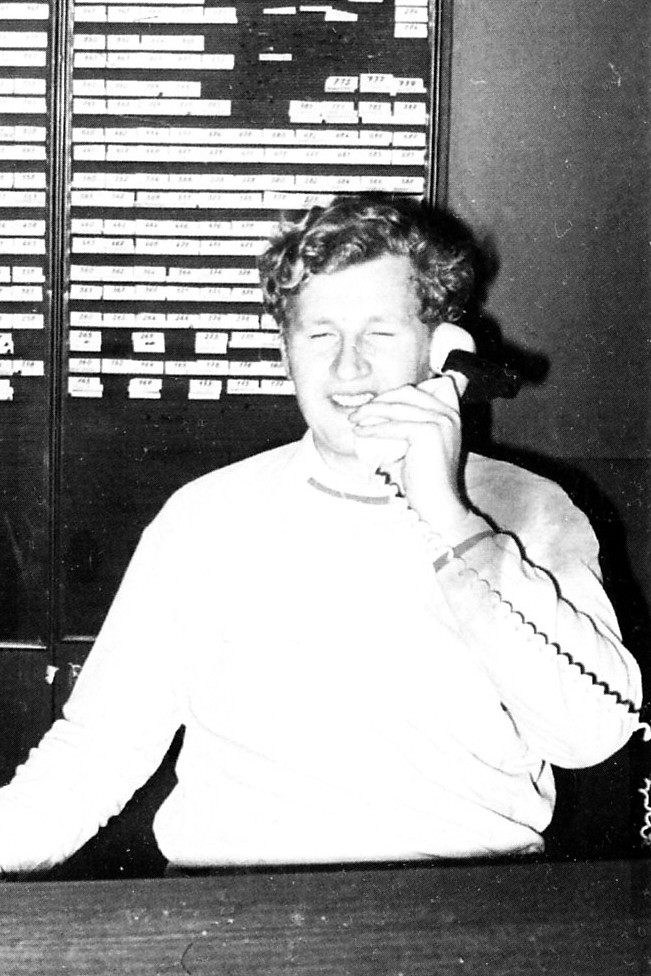
Ernst Bezemek in jungen Jahren als Portier im Studentenheim Pfeilheim

Ernst Bezemek wurde als Sohn des Fürsorgebediensteten Ernst Bezemek und dessen Gattin Gertrude in Hollabrunn geboren. Er besuchte die Volksschule in seiner Heimatgemeinde Breitenwaida und das städtische Gymnasium in Hollabrunn, dessen Oberstufe er im Jahr 1967 erfolgreich mit der Matura abschloss. Während seiner Schulzeit ergriff ihn auch die Leidenschaft für den Fußball, ein Sport, in dem er sich später über viele Jahre hinweg insbesondere als Schiedsrichter einen Namen machen sollte.
Im Wintersemester 1968/69 begann er zunächst ein Jusstudium, das er aus familiären Gründen im Januar 1969 beendete. Er absolvierte am Arbeitsamt Horn die Ausbildung zum Berufsberater, doch entschied er sich letztendlich 1970 zum Studium der Geschichte und Germanistik in Wien. Seinen Lebensunterhalt bestritt er aus seiner Unterrichtstätigkeit bei der Maturaschule Roland in den Fächern Geschichte und Deutsch sowie als Portier im Studentenheim Pfeilheim.
Am 17. Dezember 1977 promovierte Ernst Bezemek mit der von Ludwig Jedlicka betreuten Dissertation Die Wahlen vom 25. November 1945 in Niederösterreich zum Dr. phil. Diese Arbeit, deren zentrale Erkenntnisse im Jahr 1982 in einer wissenschaftlichen Zeitschrift zum Abdruck gelangten, sicherte Ernst Bezemek den Eintritt als wissenschaftlicher Bediensteter bei der NÖ-Landesregierung, wo er bis zu seiner Pensionierung als Archivbeamter tätig blieb. 1983 folgte gemeinsam mit Otto Klambauer eine weitere Publikation, die sich mit den USIA-Betrieben (einem Verbund von rund 300 Betrieben in der russischen Besatzungszone) in Niederösterreich beschäftigte, bevor 1985 die Studie Zur NS-Machtübernahme in Niederösterreich erschien. Neben einer Reihe eigenständiger Publikationen betätigte sich Ernst Bezemek seit 1993 als Herausgeber moderner Bezirks- und Ortschroniken. In seinem Werk Vergangenheit und Gegenwart. Der Bezirk Hollabrunn und seine Gemeinden widerlegte er vermeintlich gesicherte Lehrmeinungen infolge moderner Quellenanalysen. Der von Ernst Bezemek darin selbst verfasste Beitrag Der lange Weg zur Freiheit. Der Bezirk Hollabrunn unter sowjetischer Besatzung erschien auch in Handbüchern der österreichischen Geschichte.
Nach seiner Pensionierung im Jahr 2005 blieb Ernst Bezemek beim Verein für NÖ-Landeskunde als Vizepräsident tätig. Ein besonderes Anliegen waren ihm dabei die wissenschaftlichen Exkursionen und Busreisen. Zudem war er zwischen 1993 und 2023 als Kustos des städtischen Museums Hollabrunn tätig.
Ernst Bezemek war mit Christine Bezemek verheiratet, mit der er einen Sohn hatte, Christoph Bezemek.

## Auszeichnungen
- Leopold-Kunschak-Preis (9. März 1985)
- Berufstitel Professor (10. Juli 2000)
- Goldenes Ehrenzeichen für Verdienste um das Bundesland Niederösterreich (2. Dezember 2013)

## Publikationen

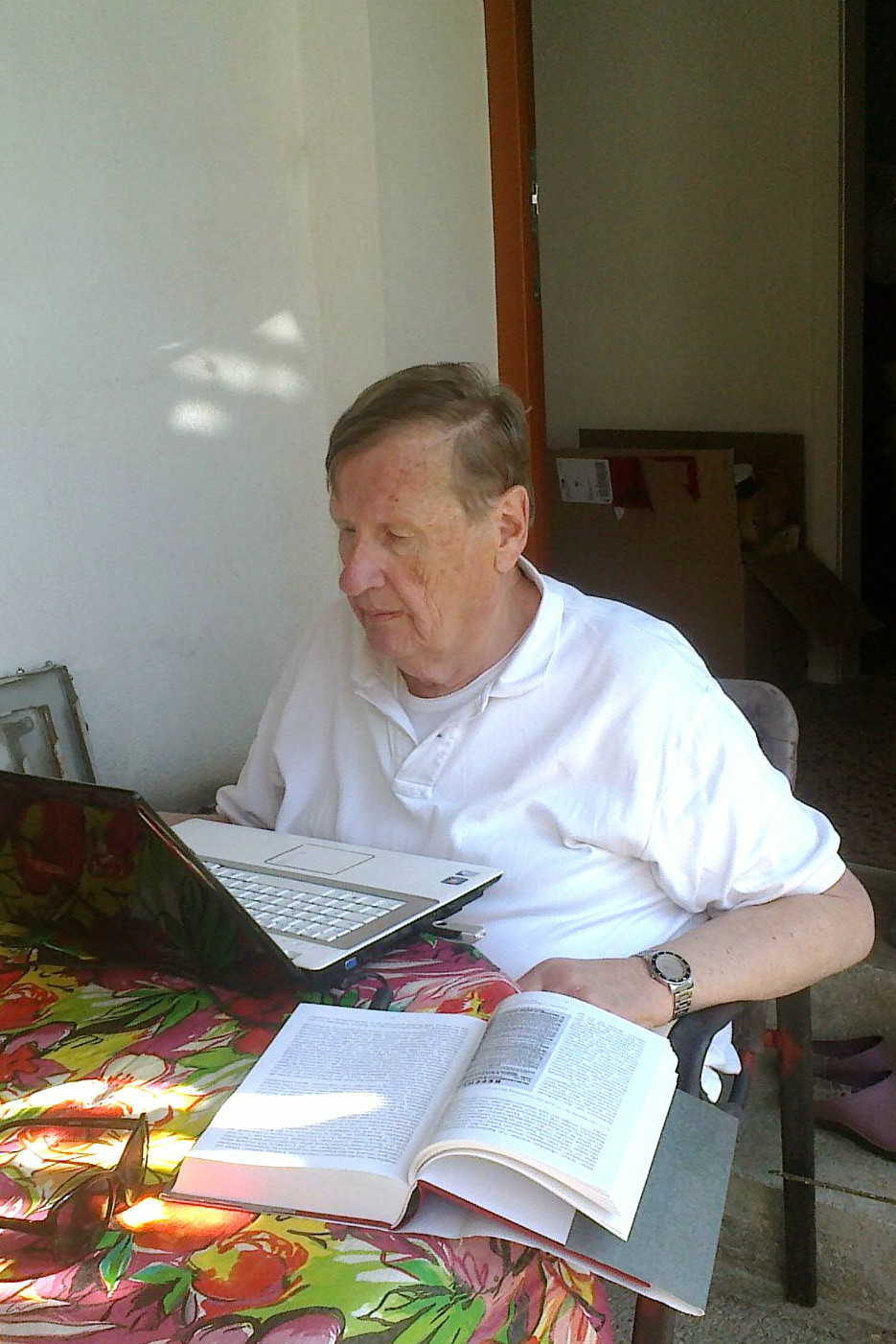
Ernst Bezemek bei der wissenschaftlichen Arbeit

### Monographien und Aufsätze (Auswahl)
- Die Wahlen vom 25. November 1945 in Niederösterreich. Philosophische Dissertation, Wien 1977
- mit Otto Klambauer: USIA und USIA-Betriebe in Niederösterreich. Geschichte, Organisation und Dokumentation (= Studien und Forschungen aus dem NÖ-Institut für Landeskunde. Band 5). Wien 1983
- Zur NS-Machtübernahme in Niederösterreich. Politische, administrative und personelle Aspekte bei der Eingliederung Niederösterreichs in den Verwaltungsaufbau des Dritten Reiches 1938. In: Jahrbuch für Landeskunde von Niederösterreich. NF Band 50/51, 1984/85, S. 181–205 (zobodat.at [PDF]).
- Die „Volksabstimmung“ vom 10. April 1938 in Niederösterreich. In: Unsere Heimat. Band 57, 1986
- Mitarbeit: 1938 in NÖ [Medienmappe des LSR für NÖ], 324 S., Wien 1988
- Auf dem Weg zum Nationalsozialismus: Die politischen und wirtschaftlichen Verhältnisse in den Bezirken Horn und Zwettl 1919–1938. In: Studien und Forschungen des NÖ-Instituts für Landeskunde. Band 17, Wien 1992
- „Der lange Weg zur Freiheit“: Der Bezirk Hollabrunn unter sowjetischer Besatzung. In: Ernst Bezemek, Willibald Rosner: Vergangenheit und Gegenwart der Bezirk Hollabrunn und seine Gemeinden. Hollabrunn 1993
- mit Gottfried Böck: Von der Revolution bis zum Zusammenbruch der Monarchie. In: Ernst Bezemek, Willibald Rosner: Vergangenheit und Gegenwart der Bezirk Hollabrunn und seine Gemeinden. Hollabrunn 1993
- Das Jahr 1945 in Niederösterreich: Neues Quellenmaterial im Niederösterreichischen Landesarchiv (= Kulturberichte. Band 6). 1993
- 75 Jahre Landtag von Niederösterreich: Der Niederösterreichische Landtag 1969–1995. Wien 1995
- Demokratie ohne Illusion: Zur Rekonstruktion demokratischer Verhältnisse in Niederösterreich. In: Ernst Bezemek, Willibald Rosner (Hrsg.): Studien und Forschungen des NÖ-Instituts für Landeskunde. Band 21, Wien 1996
- Dr. Gebhard König Direktor der NÖ Landesbibliothek (= Kulturberichte. Band 12). 1996
- Franz Gruber und Ferdinand Riefler. Zwei Politikerschicksale in der Sowjetzone. In: Jahrbuch für Landeskunde von Niederösterreich. Band 62/2, Wien 1996, S. 687–691 (zobodat.at [PDF]).
- Die 50er Jahre: Oktoberstreik und „Wirtschaftswunder“. Die niederösterreichische Wirtschaft unter sowjetischer Besatzung. In: Kulturberichte. Band 5, 1996
- Demokratie ohne Illusion: Zur Rekonstruktion demokratischer Verhältnisse in Niederösterreich. In: Ernst Bezemek, Willibald Rosner (Hrsg.): Studien und Forschungen des NÖ-Instituts für Landeskunde. Band 21, Wien 1996
- Dunkle Stunden in Niederösterreich: Vom Juli 1927 zum Ende der Demokratie (= NÖ Perspektiven). 1997/98
- Das Ende des Prager Frühlings: Niederösterreich im Jahr 1968 (= NÖ Perspektiven). 1997/98
- „Brecht das Judenjoch“. In Niederösterreich fanden vor 80 Jahren erstmals republikanische Wahlen statt. In: Morgen. Band 2, 1999
- Heimatkunde – nicht mehr weit weg vom Heute: Landeskundliche Forschung in Niederösterreich an der Wende zum 3. Jahrtausend (= NÖ Perspektiven). 1999
- Der Raum Großgerungs in den Jahren 1950 bis 1998. In: Josef Prinz (Hrsg.): Stadtgemeinde Großgerungs. Kultur- und Lebensraum im Wandel der Zeit. Horn 1999
- Landtag und Landesregierung. In: Michael Dippelreiter (Hrsg.): Niederösterreich: Land im Herzen, Land an der Grenze. Wien 2000
- Über Arisierung und Zwangsarbeit in Niederösterreich. In: Morgen. Band 4, 2000
- „Figl von Österreich“: Der Bauernführer, Kanzler und Landesvater wurde vor 100 Jahren geboren (= NÖ Perspektiven). 2002/2002
- Die Marktgemeinde Sitzendorf in der Zweiten Republik. In: Peter Aichinger-Rosenberger (Hrsg.): Daheim in Sitzendorf. Sitzendorf 2005
- mit Stefan Eminger: Das Land und seine Meister. Verfassung und Verwaltung. In: Stefan Eminger, Ernst Langthaler: Niederösterreich im 20. Jahrhundert. Band 1, St. Pölten 2006
- Die Marktgemeinde Hof am Leithaberge 1950–1997. In: Christina Mochty, Ernst Bezemek (Hrsg.): Die Marktgemeinde Hof am Leithaberge im Wandel der Zeit. Hof 2008
- Guntersdorf und Großnondorf in der Zweiten Republik. In: Anton Eggendorfer (Hrsg.): Guntersdorf und Großnondorf. Die Geschichte der Marktgemeinde Guntersdorf. Horn 2008
- mit Michael Dippelreiter: Politische Eliten in Niederösterreich. Ein biografisches Handbuch 1921 bis zur Gegenwart. Wien 2011
- mit Friedrich Ecker und Jiří Kacetl: Die Prager Straße. Eine Geschichte des Verkehrsweges von Wien nach Prag in Bildern. Schleinbach 2013
- Auf Weg in die Moderne. In: Bettina Marchart, Markus Holzweber (Hrsg.): Garser Geschichten. Gars 2014
- mit Friedrich Ecker: Das alte Hollabrunn und seine Katastralgemeinden in früherer Zeit. Schleinbach 2015
- Eine moderne Arbeitnehmervertretung geht ihren Weg in Niederösterreich. Der NÖAAB 1945 bis 2015. St. Pölten 2015
- Zwischen Modernisierung und Beharrung. Die Marktgemeinde Rappottenstein in der Zweiten Republik. In: Josef Prinz (Hrsg.): Rappottenstein. Die Geschichte handelt von uns. Horn 2015
- Biographische Notizen zu den niederösterreichischen Landeshauptmännern der Ersten Republik. In: Wien und Niederösterreich – eine untrennbare Beziehung? Festschrift für Willibald Rosner (= Studien und Forschungen aus dem NÖ-Institut für Landeskunde. Band 70). St. Pölten 2017
- Alltag in bewegter Zeit. Die Marktgemeinde Straß im Straßertal. Zum Leben in der Marktgemeinde Straß 1918 bis 1970. In. Erich Broidl (Hrsg.): Das Straßertal. Geschichte und Gegenwart der Marktgemeinde Straß im Straßertal. Horn 2017
- Kontinuitäten und Brüche im christlichsozialen Kernland. In: Herbert Dachs, Michael Dippelreiter, Franz Schausberger (Hrsg.): Radikale Phrase, Wahlbündnisse und Kontinuitäten. Landtagswahlkämpfe in der Ersten Republik. Wien 2017

### Herausgeberschaft
- mit Willibald Rosner: Vergangenheit und Gegenwart der Bezirk Hollabrunn und seine Gemeinden. Hollabrunn 1993
- mit Willibald Rosner: Schönkirchen-Reyersdorf: eine Ortskunde. Horn 1994
- mit Christina Mochty: Die Marktgemeinde Hof im Wandel der Zeit. Horn 1995
- mit Josef Prinz: Der Bezirk Gänserndorf 1945. Ausstellung Jedenspeigen 1995. Horn 1995
- mit Josef Prinz und Willibald Rosner: Die Länderkonferenzen 1945. Dokumente und Materialien. Wien 1995
- mit Willibald Rosner: Niederösterreich-Südmähren 1995 (= Studien und Forschungen des NÖ-Instituts für Landeskunde. Band 21). Wien 1996
- mit Christina Mochty und Wilhelm Ostap: Die Marktgemeinde Zellerndorf im Wandel der Zeit. Horn 2000
- „An den Rand gedrängt“. Die Stadtgemeinde Allentsteig und ihre Katastralgemeinden im 19. und 20. Jahrhundert. Allentsteig 2002
- mit Rudolf Krauscher: Geschichte der Marktgemeinde Au. Horn 2002
- Der niederösterreichische Bezirk Hollabrunn und seine Gemeinden. Wien 2005
- mit Willibald Rosner: Heimatbuch Sitzenberg-Reidling. Sitzenberg-Reidling 2007
- mit Friedrich Ecker: Städte und Märkte in Österreich-Ungarn im 19. und 20. Jahrhundert: Vorträge im Rahmen des Symposiums "100 Jahre Stadt Hollabrunn". Horn 2008
- mit Christina Mochty: Die Marktgemeinde Hof am Leithaberge im Wandel der Zeit. Hof 2008
- mit Friedrich Ecker: Hollabrunn. Das Werden einer Bezirksstadt. Hollabrunn 2008
- mit Christine Bezemek und Friedrich Ecker: Breitenwaida. Seine Geschichte, seine Menschen, seine Vereine. Horn 2012
- mit Friedrich Ecker und Jiri Kacetl: Drent & Herent. Zum Leben an der Grenze. Hollabrunn 2017
- mit Josef Prinz: Die Marktgemeinde Stratzing. Horn 2017